# Сяньнинская АЭС
Сяньнинская атомная электростанция (кит. 咸宁核电站), также называемая Дафаньской АЭС (大畈核电站) — строящаяся атомная электростанция в КНР. 
Электростанцию планируется построить в городе Дафань, уезд Туншань, Сяньнин, провинция Хубэй, КНР. В АЭС предполагается использовать как минимум четыре водо-водяных реактора AP1000 мощностью 1250 мегаватт (МВт). 
Электростанция принадлежит Hubei Nuclear Power Company, совместному предприятию China Guangdong Nuclear Power Group (CGNPC) и Hubei Energy Group Ltd. Стоимость четырех реакторов AP1000 оценивается в 60 миллиардов юаней (8,8 миллиардов долларов США). Подготовка площадки началась в 2010 году. строительство первого реактора планировалось начать в 2011 году и ввести в эксплуатацию в 2015 году. Строительство первой фазы по состоянию на 2023 год еще не началось.

## Реакторы
| Единица   | Тип     | Начало строительства | Начало операции | Примечания |
| --------- | ------- | -------------------- | --------------- | ---------- |
| Сяньнин 1 | CAP1000 |                      |                 | [ 4 ]      |
| Сяньнин 2 | CAP1000 |                      |                 |            |

Электростанция описывается как первая атомная электростанция, построенная во внутренних районах Китая (т.е. не вблизи морского побережья). Ожидается, что АЭС будет использовать воду водохранилища Фушуй для охлаждения и вспомогательных целей. Четыре градирни станции, одни из крупнейших в мире, будут иметь диаметр основания 169 метров и высоту 209 метров.

## Транспортная доступность
В районе электростанции нет железных дорог и судоходных водных путей. Река Фушуй не судоходна. Чтобы облегчить доставку на строительную площадку тяжелого оборудования (например, корпусов реакторов или электрогенераторов), реализуется проект строительства и модернизации автомагистрали. Автомобильная дорога под названием «Шоссе для перевозки крупного оборудования  Сяньнинской АЭС» (咸宁核电厂大件运输公路) соединит строительную площадку станции с гаванью Паньцзявань (潘家湾港) на реке Янцзы в уезде Цзяюй. Дорога, включающая участки существующих дорог, а также вновь построенные участки, составит 102,1 км в длину. Шоссе будет включать недавно построенный рассчитанный на перевозку грузов массой до 930 тонн путепровод 366 метров в длину и 9 метров в ширину через железную дорогу Пекин-Гуанчжоу.